# 萨伯尔甘塔县

古吉拉特邦北部地区

萨伯尔甘塔县（Sabarkantha district）为印度古吉拉特邦辖县。面积7,390平方公里，人口2,428,589人（2011年），城镇人口10.81%。萨巴尔甘塔县位于古吉拉特邦东北部边缘，东北部与拉贾斯坦邦接壤，南连班杰默哈尔斯县、凯达县，西与甘地讷格尔县、默黑萨纳县和伯纳斯甘塔县交界相邻，距印度第七大城市艾哈迈达巴德仅80公里。行政中心驻希默德讷格尔。